# Kotujkan (affluente del Voevolichan)
Il Kotujkan (in russo Котуйкан?) è un fiume della Siberia Orientale, affluente di sinistra del Voevolichan (bacino della Chatanga). Scorre nel Territorio di Krasnojarsk, in Russia.
Il fiume ha origine dall'Altopiano Putorana e scorre in direzione sud-orientale. Ha una lunghezza di 237 km; l'area del suo bacino è di 3 870 km². Sfocia nel Voevolichan a 67 km dalla foce. Non ci sono insediamenti lungo il corso del fiume.
Non va confuso con l'omonimo affluente del Kotuj, appartenente allo stesso bacino.